# Iman (modelo)
Zara Mohamed Abdulmajid (en somalí: Zara Maxamed Cabdulmajiid) (Mogadiscio, 25 de julio de 1955), conocida profesionalmente como Iman, es una modelo, actriz y empresaria somalí - estadounidense célebre durante las décadas de 1970 y de 1980 por ser una de las primeras supermodelos africanas. Ex musa de los diseñadores Gianni Versace, Halston, Calvin Klein, Donna Karan e Yves Saint Laurent, también es conocida por su trabajo filantrópico. Es la viuda del músico de rock inglés David Bowie, con quien se casó en 1992.

## Biografía
Zara Mohamed Abdulmajid nació en Mogadiscio, la capital de Somalia. Más tarde pasó a nombrarse como Iman a instancias de su abuelo. Es la hija de Marian y Mohamed Abdulmajid. Su padre era diplomático y ex embajador somalí en Arabia Saudita, y su madre era ginecóloga. Tiene cuatro hermanos: Elias y Feisal, y dos hermanas menores, Idil y Nadia.
Vivió con sus abuelos durante sus años de formación. A los cuatro años, fue enviada a un internado en Egipto, donde pasó la mayor parte de su infancia y adolescencia. Tras los disturbios políticos en Somalia, su padre llevó a la familia de regreso al país. A instancias de ella, su madre y sus hermanos viajaron posteriormente a Kenia y luego se les unieron su padre y su hermana menor. Allí, estudió ciencias políticas en la Universidad de Nairobi durante un breve período, en 1975.
Iman es musulmana. Habla con fluidez cinco idiomas: somalí, árabe, italiano, francés e inglés.

## Carrera

### Modelo
En 1975, Iman fue reclutada como modelo por el fotógrafo estadounidense Peter Beard y fue llevada a Estados Unidos. Su primer trabajo de modelo  fue para la revista Vogue al año siguiente.
Con su largo cuello, estatura alta, figura esbelta, rasgos finos, piel de color cobre y acento exótico, Iman fue un éxito instantáneo en el mundo de la moda, aunque ella misma insiste en que su aspecto es simple o típicamente somalí. Se convirtió en una musa para muchos diseñadores prominentes, incluidos Halston, Gianni Versace, Calvin Klein, Issey Miyake y Donna Karan. Era una de las favoritas de Yves Saint-Laurent, quien una vez la describió como su "mujer soñada". El diseñador dijo: «Mi mujer soñada es Iman... Perfección. Su rostro. Su cuerpo». Fue la modelo principal para su colección de alta costura inspirada en las reinas africanas, lo que recuerda como el momento más memorable de su carrera.
También ha trabajado con muchos fotógrafos notables, incluidos Helmut Newton, Richard Avedon, Irving Penn y Annie Leibovitz.

### Actuación
Como actriz ocasional, ha interpretado a una cambiante llamada Martia en la película de 1991, Star Trek VI: Aquel país desconocido, y participó en el filme ganador del Óscar, Out of Africa, junto a Robert Redford y Meryl Streep. También hizo una aparición especial en el video musical «Remember the time» de Michael Jackson en 1992.
Fue invitada en un episodio del reality show Project Runway, donde lució un vestido del participante Daniel Vosovic en una sesión fotográfica publicitaria. En el ciclo 5 de America's Next Top Model, participó como mentora y les enseñó a las concursantes algunos datos de belleza con productos caseros. Desde diciembre de 2007 es la presentadora de la versión canadiense de Project Runway.
En mayo de 2007, lanzó su colección de accesorios IMAN Global Chic en el canal de televisión Home Shopping Network. Además es la directora ejecutiva de IMAN Cosmetics, Skincare & Fragrances, una línea de productos de belleza para las mujeres negras.
Está contratada por la agencia de modelos 1/One Management en Nueva York, y por Independent Models en Londres. Además es la portavoz del programa Keep a Child Alive, el cual provee de medicamentos a niños y familias que sufren de sida en África y el resto de los países en desarrollo.

## Vida privada
Se casó por primera vez a los 18 años con Hassan, un joven empresario somalí y ejecutivo hotelero del Hilton. El matrimonio terminó unos años más tarde cuando se mudó a los Estados Unidos para seguir una carrera como modelo. 
En 1977, se casó con el jugador de baloncesto Spencer Haywood. Su hija, Zulekha Haywood, nació al año siguiente. La pareja se divorció en febrero de 1987.
El 24 de abril de 1992, se casó con el músico inglés David Bowie en una ceremonia privada en Lausana, Suiza. La boda se solemnizó más tarde el 6 de junio en Florencia, Italia. Tienen una hija, Alexandria Zahra Jones, nacida el 15 de agosto de 2000. También es la madrastra del hijo de Bowie de un matrimonio anterior, Duncan Jones. Ambos chicos llevan el apellido legal de Bowie. Iman y su familia residían principalmente en Manhattan y Londres. Cuando Bowie murió el 10 de enero de 2016, convirtiéndola en viuda, ella escribió en homenaje a él que "la lucha es real, pero también lo es Dios".